# Дундань
Дундань или Дон Гур (кит. 东丹, кор. 동단, киданьск. Dan Gur) — вассальное государство киданьской империи Ляо, созданное после раздела государства Бохай. Существовало в X веке в Восточной Азии.
В 926 году киданьский император Абаоцзи разгромил государство Бохай, однако не сумел его полностью подчинить. На юге, в горных районах, населённых когурёсцами образовалось независимое государство Пархэ со столицей в бывшей Южной Столице государства Бохай. Земли района Тунляо были непосредственно включены в состав империи, а земли на востоке оказались связанными с ними только тонким перешейком «Соколиной дорогой» по рекам Муданьзян, Сунгари в районе современного Харбина до города Чанчунь.
В восточных землях, населённых мохэ, бохайцами отделённых территориально от основной империи, было образовано вассальное государство, которое император даровал своему старшему сыну Туюю (кит. Пэй), получившему титул, звучащий по-китайски как жэньхуанван («царственный ван народа»). Елюй Туюй назвал своё государство в соответствии с киданьской традицией — Восточное Красное — Дон Гур (кит. 东丹 Дундань). Туюй стал ваном вассального княжества и выплачивал дань империи Ляо.
Летом 927 года после ухода основных киданьских сил мохэ попытались восстать, но Елюй Дэгуан (Елюй Яогу) подавил восстание.
Летом 927 года, после ухода основных киданьских сил, ранее входившие в состав Бохай племена хэйшуй мохэ восстали и отделились от этого государства, перейдя к клановой форме правления.
16 августа 926 года Абаоцзи скончался. Вдовствующая императрица Шулюй (кит. Интянь) считала, что Туюй (кит. Пэй) попал под влияния Китая, и потому добилась чтобы новым императором избрали его младшего брата Яогу (кит. Дэгуана). Туюй признал выбор, но новый император не поверил в его искренность, и повелел ему жить в Суйбине (Краснояровское городище). Император династии Поздняя Тан Мин-цзун, узнав о событиях при киданьском дворе и нелюбви киданей к старшему сыну Абаоцзи, тайно отправил ему письмо, приглашая к себе. После долгих колебаний, Туюй принял приглашение, и бежал с семьёй на корабле в Шаньдун, где принял китайские фамилию и имя Ли Цзаньхуа и стал губернатором.
После бегства Туюя новым правителем государства Дундань стал его сын.
После этого Дон Гур полностью прекратила всякие отношения с Китаем и исчезло из китайских источников. Тем не менее, в японских источниках упоминается что порт Ан (Краскинское городище) продолжал функционировать и в XI веке и там была большая японская торговая фактория. В то же время, источники указывают одновременно несколько правителей этих земель из разных фамилий, что может говорить об установлении клановой коллегиальной формы правления. При этом неизвестно — продолжала ли выплачиваться дань Империи Ляо или нет.

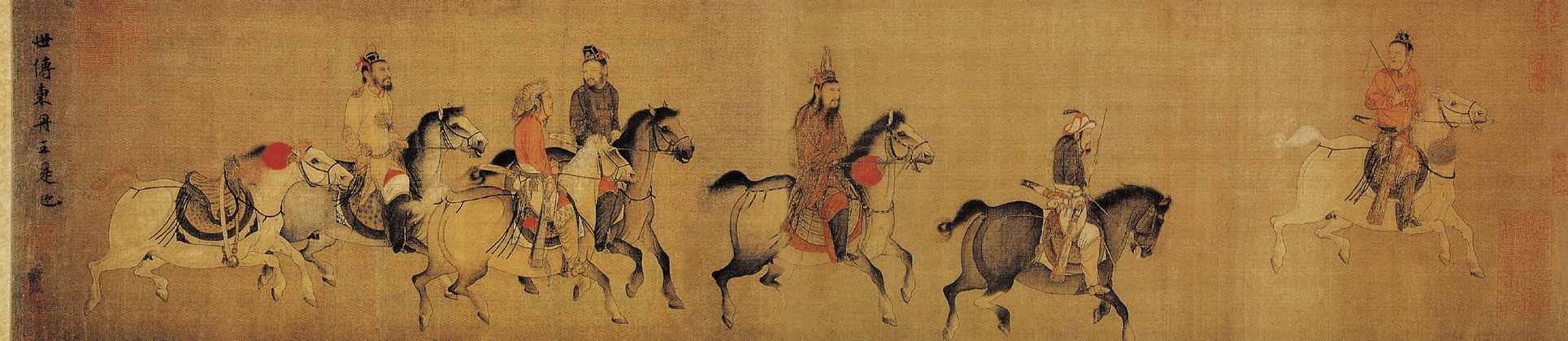
«Правитель государства Дундань отправляется в путь». Роспись на шёлке.